# Skeid Fotball 2003
Questa voce raccoglie le informazioni riguardanti lo Skeid Fotball nelle competizioni ufficiali della stagione 2003.

## Rosa
| N. |                     | Ruolo | Calciatore                |
| -- | ------------------- | ----- | ------------------------- |
| 1  | Norvegia (bandiera) | P     | André Ulla                |
| 2  | Norvegia (bandiera) | D     | Stig Kallestad            |
| 3  | Norvegia (bandiera) | D     | Erik Noppi                |
| 4  | Norvegia (bandiera) | D     | Jo Andreas Gundersen      |
| 4  | Norvegia (bandiera) | D     | Erik Rudi                 |
| 5  | Norvegia (bandiera) | D     | Anders Jacobsen           |
| 6  | Norvegia (bandiera) | C     | Yngvar Ånensen            |
| 7  | Germania (bandiera) | C     | Rodrigo Castillo          |
| 8  | Norvegia (bandiera) | C     | Stian Theting             |
| 9  | Norvegia (bandiera) | A     | Espen Grina               |
| 10 | Norvegia (bandiera) | A     | Daniel Fredheim Holm      |
| 11 | Norvegia (bandiera) | D     | Mounir El Masrouri        |
| 12 | Norvegia (bandiera) | P     | Sebastian Harung          |
| 14 | Norvegia (bandiera) | C     | Sturla Mentzoni Eilertsen |
| 15 | Norvegia (bandiera) | C     | Jamal El Mazari           |
| 16 | Norvegia (bandiera) | A     | Jørgen Isnes              |

| N. |                     | Ruolo | Calciatore             |
| -- | ------------------- | ----- | ---------------------- |
| 17 | Norvegia (bandiera) | C     | Daniel Braaten         |
| 18 | Norvegia (bandiera) | C     | Marius Johannessen     |
| 19 | Svezia (bandiera)   | A     | Ronald Turner          |
| 20 | Norvegia (bandiera) | C     | Tom Erik Breive        |
| 20 | Norvegia (bandiera) | A     | Mohammed Abdellaoue    |
| 21 | Norvegia (bandiera) | D     | Nasser El Barkani      |
| 22 | Norvegia (bandiera) | D     | Christian Guldbrandsen |
| 23 | Norvegia (bandiera) | D     | Birger Madsen          |
| 24 | Norvegia (bandiera) | C     | Glenn Sagdahl          |
| 25 | Norvegia (bandiera) | D     | Pål Backe              |
| 26 | Norvegia (bandiera) | D     | Alexander Rajkovic     |
| –– | Norvegia (bandiera) | C     | Dawda Leigh            |
| –– | Norvegia (bandiera) | C     | Tor Erik Moen          |
| –– | Norvegia (bandiera) | C     | Martin Sandell         |
| –– | Norvegia (bandiera) | A     | Abdurahim Laajaab      |

## Risultati

### Campionato

#### Girone di andata
| Arbitro: | Sælen |

|                                |           |  |
| Ringberg 24’ Hvidén-Watson 87’ | Marcatori |  |

| Arbitro: | Pedersen |

|                                              |           |               |
| Theting 8’ Fredheim Holm 23’ Johannessen 70’ | Marcatori | 56’ Grindheim |

| Arbitro: | Fiskum |

|  |           |                          |
|  | Marcatori | 5’ Eilertsen 65’ Braaten |

| Arbitro: | Hansen |

|                             |           |            |
| El Masrouri 53’ Theting 79’ | Marcatori | 90’ Nysted |

| Arbitro: | Helgerud (Lier) |

|                                 |           |                   |
| Rasmussen 41’ Håland 54’ (rig.) | Marcatori | 15’ Fredheim Holm |

| Arbitro: | Edvartsen (Hamar) |

|             |           |                     |
| Braaten 62’ | Marcatori | 16’ Jalland 31’ Lie |

| Arbitro: | Sælen (Bergen) |

|               |           |                       |
| Michelsen 64’ | Marcatori | 4’ Braaten 88’ Turner |

| Oslo 29 maggio 2003, ore 18:00 CEST 8ª giornata | Skeid  | 0 – 0 referto | Oslo Øst | Bislett Stadion (628 spett.)\| Arbitro: \| Fiskum \| |
| Arbitro:                                        | Fiskum |               |          |                                                      |

| Arbitro: | Moen (Haugesund) |

|                                           |           |           |
| Bjørkøy 2’ Andersson 25’, 48’ Johnsen 46’ | Marcatori | 65’ Isnes |

| Arbitro: | Helgerud (Lier) |

|             |           |  |
| Theting 22’ | Marcatori |  |

| Arbitro: | Borgersen (Oslo) |

|  |           |                                   |
|  | Marcatori | 68’ Johannessen 75’ Fredheim Holm |

| Arbitro: | Sælen (Bergen) |

|              |           |             |
| Eilertsen 3’ | Marcatori | 45’ Johnsen |

| Hamar 22 giugno 2003, ore 18:00 CEST 13ª giornata | HamKam | 0 – 0 referto | Skeid | Briskeby Gressbane (2.139 spett.)\| Arbitro: \| Sjetne \| |
| Arbitro:                                          | Sjetne |               |       |                                                           |

| Arbitro: | Ditlefsen |

|           |           |                                              |
| Turner 9’ | Marcatori | 23’ Øverby 67’ Gulbrandsen 76’, 84’ Simonsen |

| Arbitro: | Skjervold |

|  |           |                          |
|  | Marcatori | Fredheim Holm 29’ (rig.) |

#### Girone di ritorno
| Arbitro: | Fiskum |

|                                                        |           |  |
| Breive 30’ Eilertsen 64’ Braaten 81’ Fredheim Holm 82’ | Marcatori |  |

| Arbitro: | Sælen |

|                                 |           |  |
| Ar. Andersen 75’ Andreassen 79’ | Marcatori |  |

| Arbitro: | Fiskum |

|                                                    |           |                                |
| Theting 17’ (rig.) Grina 38’ Noppi 80’ Braaten 90’ | Marcatori | 26’ (rig.) Esjeholm 33’ Nilsen |

| Arbitro: | Staberg |

|                       |           |                               |
| Hauger 5’ Arnesen 30’ | Marcatori | 42’ Fredheim Holm 78’ Braaten |

| Arbitro: | Sjetne |

|                       |           |                       |
| Noppi 30’ Theting 48’ | Marcatori | 4’ Nyhus 89’ Gulowsen |

| Arbitro: | Edvartsen (Hamar) |

|                               |           |                          |
| Sturød 34’ Bergman 66’ (rig.) | Marcatori | 52’ (rig.) Fredheim Holm |

| Arbitro: | Alapnes |

|                   |           |                          |
| Fredheim Holm 41’ | Marcatori | 22’ Michelsen 45’ Sharif |

| Arbitro: | Gravdal |

|  |           |           |
|  | Marcatori | 28’ Grina |

| Arbitro: | Sælen (Bergen) |

|                     |           |                       |
| Abdellaoue 60’, 63’ | Marcatori | 86’ (rig.) Ingólfsson |

| Arbitro: | Helgerud (Lier) |

|                          |           |                                 |
| Haugland 7’ Stadsnes 18’ | Marcatori | 2’ Abdellaoue 32’ Fredheim Holm |

| Arbitro: | Stormoen |

|                                                                       |           |                     |
| Breive 6’ Abdellaoue 19’, 60’ Grina 65’ Theting 83’ Fredheim Holm 90’ | Marcatori | 55’ Thu 90’ Risholt |

| Arbitro: | Kamben |

|                                                               |           |  |
| Johnsen 1’ Leonardsen 47’ Wright 50’ Henriksen 60’ Wright 71’ | Marcatori |  |

| Arbitro: | Sælen (Bergen) |

|            |           |                                                         |
| Breive 54’ | Marcatori | 6’ Gullerud 14’ Haug 59’ (rig.) Fjeldstad 64’ Birkeland |

| Arbitro: | Edvartsen (Hamar) |

|                         |           |  |
| Kvalheim 29’ Heiaas 50’ | Marcatori |  |

| Arbitro: | Ditlefsen |

|                         |           |             |
| Breive 46’ Castillo 87’ | Marcatori | 65’ Bernier |

### Coppa di Norvegia
| Horten 7 maggio 2003, ore 19:00 CEST Primo turno                                        | Borre     | 2 – 3 referto                           | Skeid | Borre Idrettsplass (200 spett.) |
| \| \| \| \| \| Weik 51’, 90’ \| Marcatori \| 7’ Ludvigsen 53’ Madsen 86’ Johannessen \| |           |                                         |       |                                 |
|                                                                                         |           |                                         |       |                                 |
| Weik 51’, 90’                                                                           | Marcatori | 7’ Ludvigsen 53’ Madsen 86’ Johannessen |       |                                 |

| Oslo 21 maggio 2003, ore 19:00 CEST Secondo turno    | Skeid     | 1 – 0 (d.t.s.) referto | Kvik Halden | Bislett Stadion (300 spett.) |
| \| \| \| \| \| Fredheim Holm 104’ \| Marcatori \| \| |           |                        |             |                              |
|                                                      |           |                        |             |                              |
| Fredheim Holm 104’                                   | Marcatori |                        |             |                              |

| Molde 25 giugno 2003, ore 18:00 CEST Terzo turno | Molde     | 0 – 1 referto | Skeid | Molde Stadion (788 spett.) |
| \| \| \| \| \| \| Marcatori \| 32’ Noppi \|      |           |               |       |                            |
|                                                  |           |               |       |                            |
|                                                  | Marcatori | 32’ Noppi     |       |                            |

| Arbitro: | Staberg |

|                                          |                      |                                         |
| Theting 38’ (rig.) Braaten 98’           | Marcatori            | 3’ Flo 102’ Ødegaard                    |
| Theting Johannessen Jacobsen Grina Noppi | Tiri di rigore 4 – 3 | Stadheim Flo Bolseth Heggestad Johansen |

| Arbitro: | Olsen (Trondheim) |

|             |           |                                  |
| Hanssen 90’ | Marcatori | 29’ Grina 64’ Breive 85’ Braaten |

| Arbitro: | Skjerven (Kaupanger) |

|                          |           |           |
| Strand 32’ Brattbakk 37’ | Marcatori | 77’ Noppi |